# Ekke Wolfgang Guenther
Ekke Wolfgang Guenther (* 14. Juli 1907 in Freiburg im Breisgau; † 19. März 1995 in Ehrenstetten) war ein deutscher Geologe und Paläontologe mit Schwerpunkt Großsäuger des Quartär (Eiszeiten). Er war Hochschullehrer an der Christian-Albrechts-Universität Kiel.
Sein Vater war der Zoologie-Professor in Freiburg Konrad Guenther, sein Großvater mütterlicherseits der Karl-May-Verleger Friedrich Ernst Fehsenfeld, und er war mit den Afrikaforschern Gerhard Rohlfs und Georg Schweinfurth verwandt.
Nach Abitur und Buchhändlerlehre in Bonn und Freiburg studierte er ab 1930 Geowissenschaften, Völkerkunde und Zoologie in Freiburg, Göttingen und München. Zum 1. Mai 1933 trat er der NSDAP bei (Mitgliedsnummer 3.462.730). Er wurde 1935 bei Wolfgang Soergel in Freiburg über Tektonik und Stratigraphie der Freiburger Bucht promoviert, war Assistent in Köln bei Hans Philipp und in Halle bei Johannes Weigelt. Unter Weigelt grub er alttertiäre Säuger der Spaltenfüllungen im Muschelkalk von Walbeck bei Weferlingen aus. Im Zweiten Weltkrieg Wehrgeologe in Lappland (Finnland) und Norwegen und habilitierte sich 1941 bei einem Fronturlaub bei Johannes Weigelt in Halle (Die jüngeren tektonischen Bewegungen im südwestlichen Deutschland). Er war seit 1949 an der Universität Kiel, wo er 1953 Professor wurde und 1958 bis zur Emeritierung 1972 Leiter der Abteilung Eiszeitforschung am Geologisch-Paläontologischen Institut war.
Er befasste sich besonders mit fossilen Elefanten des Pleistozän (aber auch Hirsche, Rentiere, Wildrinder u. a.), wobei er außer in Europa auch in Mexiko (1965 bis 1967) ausgrub. Ein weiterer Schwerpunkt war die Untersuchung von Löß, wozu er spezielle Verfahren entwickelte (Schlämmanalyse), und Hydrogeologie.
Mit Hans Schneiderhöhn kartierte er am Kaiserstuhl.
Von der Gründung 1952 bis 1972 war er Schriftleiter von Meyniana und er war lange Herausgeber der Schriften des Naturwissenschaftlichen Vereins für Schleswig-Holstein. 1967 bis 1995 war er Mitherausgeber der Zeitschrift Quartär. 1966 wurde er Präsident der Hugo Obermaier Gesellschaft zur Eiszeitforschung.

## Schriften
- Der geologische Aufbau der Freiburger Bucht. In: Bad. Geol. Abh., 7, Heft 1/2, 1935, S. 1–58
- Konglomeratische Einlagerungen in Muschelkalkschichten südlich von Badenweiler. In: Jber. u. Mitt. Oberrh. Geol. Ver., N.F. 37, 92–102.
- Zur Frage des Aussterbens von eiszeitlichen Großsäugern -insbesondere der Mammute- in Mitteleuropa. In: Cranium 4, 1987, S. 67–75
- Mammute und ihre Kümmerformen von Eurasien bis Mexiko. In: Quartär 37/38, 1987, S. 13–51.